# Chapeaurouge (Familie)

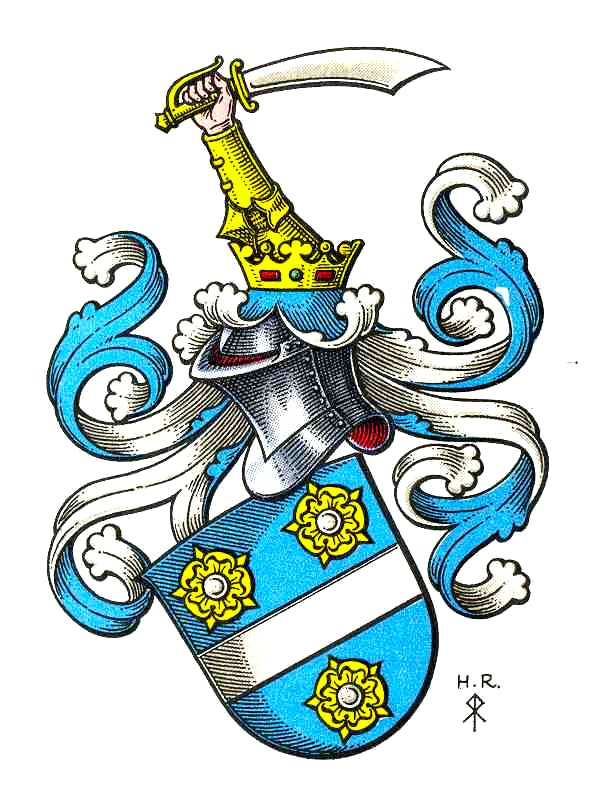
Wappen der Familie Chapeaurouge
(um 1750)

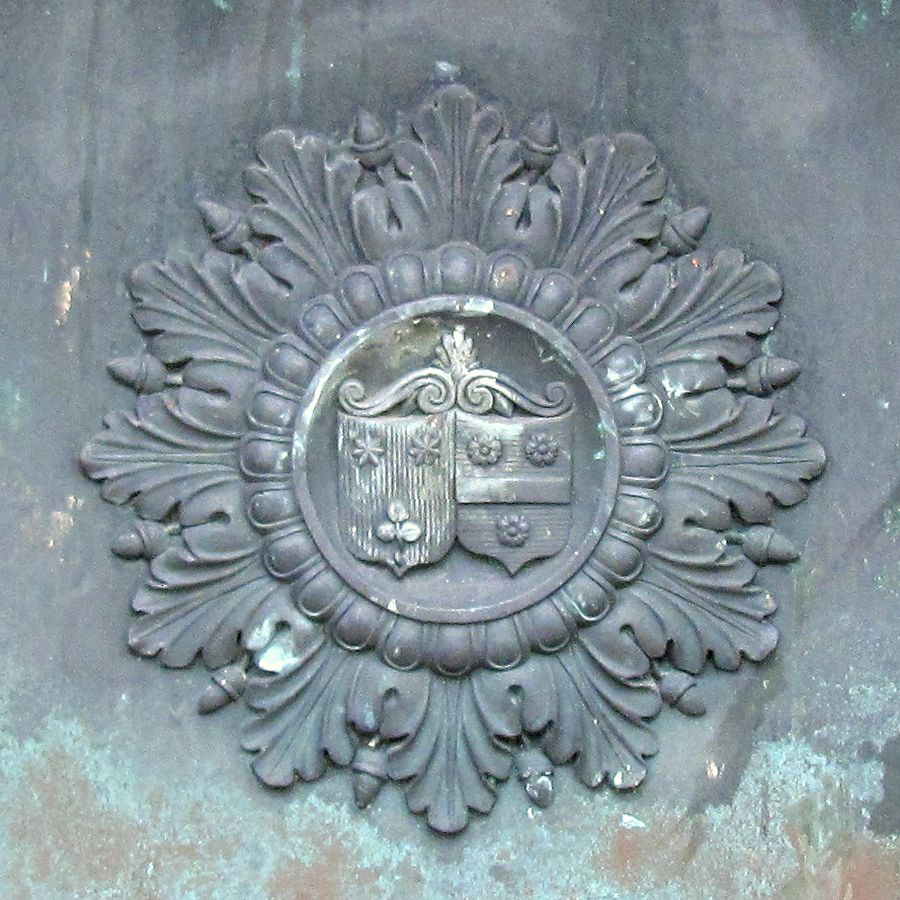
Familienwappen Sieveking (links) und Chapeaurouge (rechts; Detail des Sieveking-Mausoleums auf dem alten Friedhof in Hamburg-Hamm).

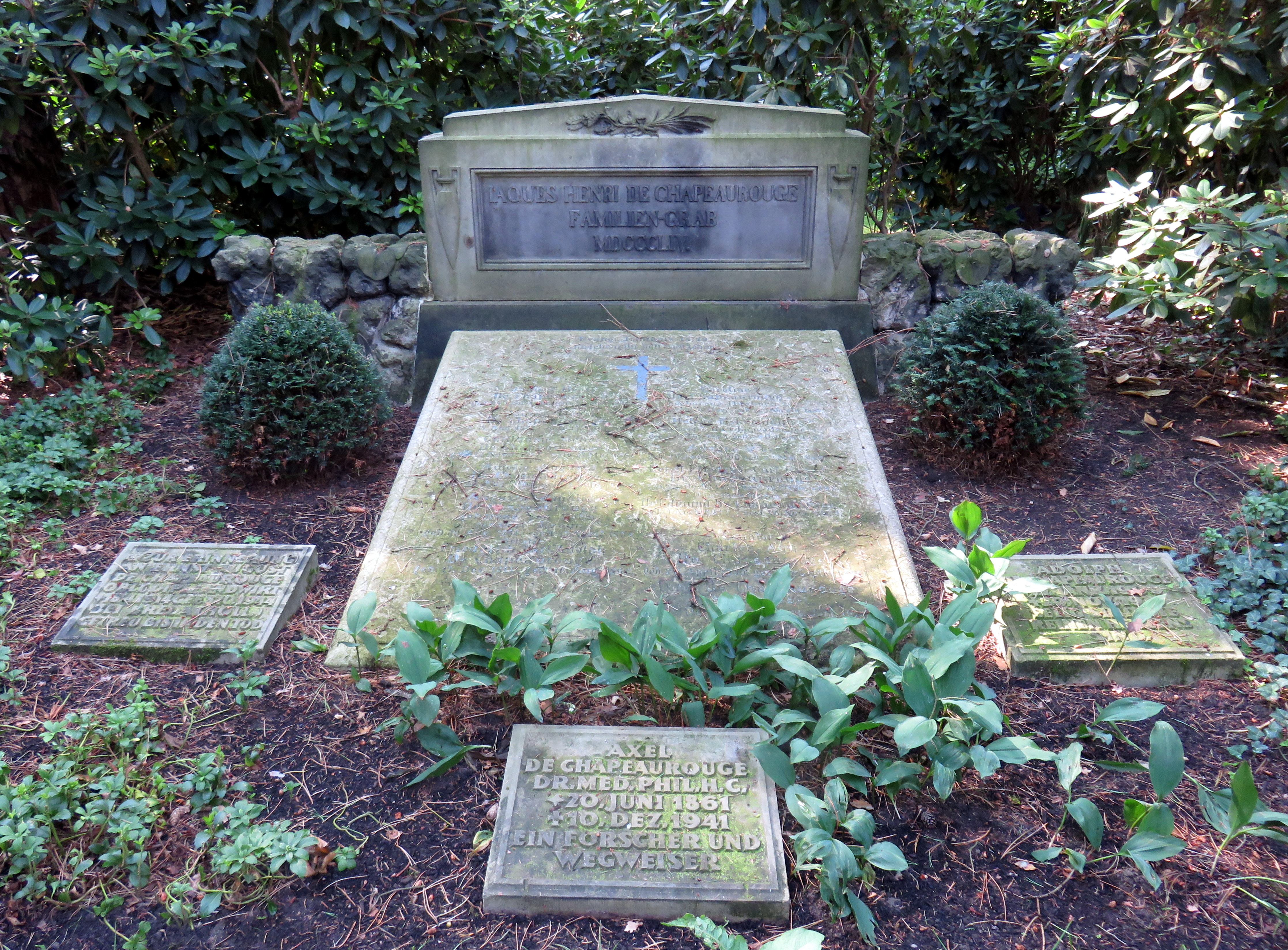
Familiengrab de Chapeaurouge auf dem Ohlsdorfer Friedhof in Hamburg

De Chapeaurouge ist der Name eines ursprünglich aus der Dauphiné, möglicherweise auch aus Straßburg, stammenden Geschlechts. Seit dem 15. Jahrhundert war die Familie in Genf ansässig und nahm dort bis zum Ende der Alten Eidgenossenschaft hohe Staatsämter wahr. Elf Mitglieder der Familie waren zwischen dem 15. und 18. Jahrhundert Staatsräte (Premier Syndic oder Syndic) der aristokratisch geführten Stadtrepublik Genf. In der Zeit der Aufklärung förderte die Familie Philosophen, Wissenschaften und die Idee bürgerlicher Freiheitsrechte.
Während der Genfer Zweig im 19. Jahrhundert erlosch, gibt es seit dem späten 18. Jahrhundert einen Hamburger Zweig, der zur dortigen Oberschicht, den Hanseaten, zählt und mehrere Senatoren hervorbrachte. Weitere Zweige haben sich in England, Mexiko und Argentinien gebildet.

## Familienangehörige Personen
- Alfred de Chapeaurouge (1907–1993), deutscher Politiker der CDU, Vizepräsident der Hamburgischen Bürgerschaft
- Ami de Chapeaurouge (1800–1860), Kaufmann und Hamburger Senator
- Ami de Chapeaurouge (1703–1761), Premier Syndic von Genf, Vater von Jaques de Chapeaurouge, dem Begründer des Hamburger Zweiges
- Anzod de Chapeaurouge (gg. 1430–1500); Citoyen de Genève 1468, Vorsteher der Pelzhändlergilde, Begründer des Geschlechts in Genf
- Axel de Chapeaurouge (1861–1941), Hamburger Arzt, Tierzuchtgelehrter und Hippologe
- Caroline Henriette de Chapeaurouge (1797–1858), Frau von Karl Sieveking[3]
- Charles Ami de Chapeaurouge (1830–1897), Hamburger Kaufmann und Senator
- Charles Edmund de Chapeaurouge (1912–2006), Richter am Bundesverwaltungsgericht zu Berlin
- Donat de Chapeaurouge (1925–2019), Kunsthistoriker, Kurator, Hochschullehrer in Wuppertal
- Edmund de Chapeaurouge (1817–1893), Hamburger Jurist und Abgeordneter
- Etienne Dauphin de Chapeaurouge (1500–1557), Premier Syndic von Genf, Trésorier, Chef der Genfer Reiterei, ein Hauptunterstützer der calvinistischen Reformation
- Francois Dauphin de Chapeaurouge (1555–1615), Premier Syndic von Genf, Diplomat, gewann die Freundschaft und Unterstützung Heinrichs IV. von Frankreich für die Unabhängigkeit der Stadt, Zeuge der Unterzeichnung des Ediktes von Nantes
- Frédéric de Chapeaurouge (1813–1867), Hamburger Kaufmann und Senator
- Jaques Dauphin de Chapeaurouge (1664–1743), Premier Syndic de Genève, Anführer der Negatifs, zeitweise verbannt, Botschafter am Hofe Ludwig XIV. und am Turiner Hof, Schwiegervater des Philosophen Jean-Jacques Bourlamacqui
- Jaques de Chapeaurouge (1744–1805), Jaques Le Riche, Kaufmann in Hamburg und Genf, Begründer des ältesten Hamburger Familienzweigs
- Jean Dauphin de Chapeaurouge (1770–1827), Sohn von Jaques de C., Kaufmann und 1811–13 Erster stellvertretender Bürgermeister Hamburgs
- Jaques Henri de Chapeaurouge (auch eingedeutscht als "Jacob Heinrich", 1780–1854), Kaufmann und 1830/31 Präses der Handelskammer Hamburg
- Paul de Chapeaurouge (1876–1952), Mitglied des Parlamentarischen Rates, deutscher Politiker und Hamburger Senator

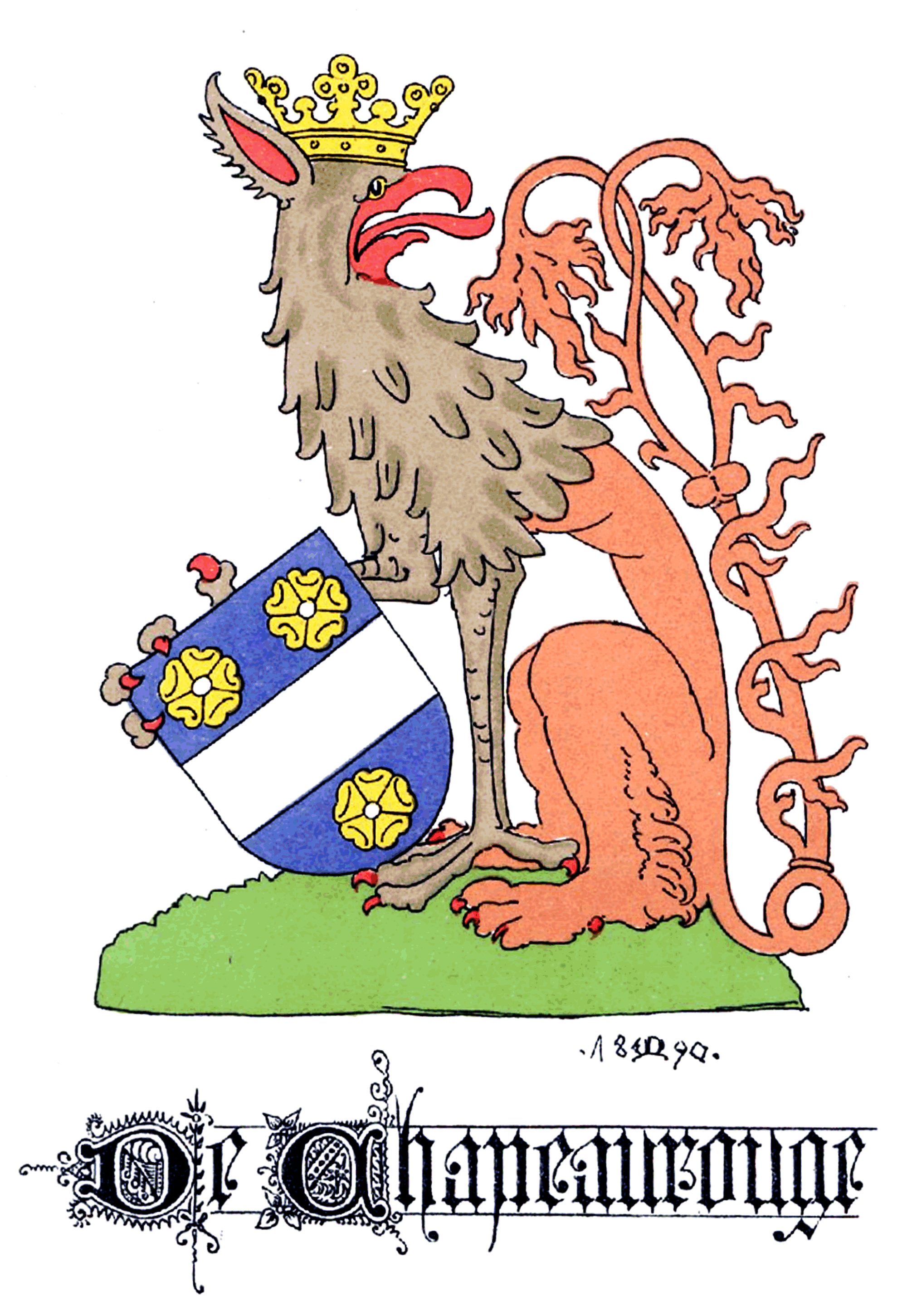
Wappen derer de Chapeaurouge in Ed. Lorenz Meyer´s Wappenbuch Hamburgischer Familien, 1890

## Wappen
Das heute geführte Wappen ist das burgundische Wappen der Familie de Popillon und ersetzte das ursprüngliche stark an ein Kardinalswappen angelehnte Familienwappen während der Reformation.

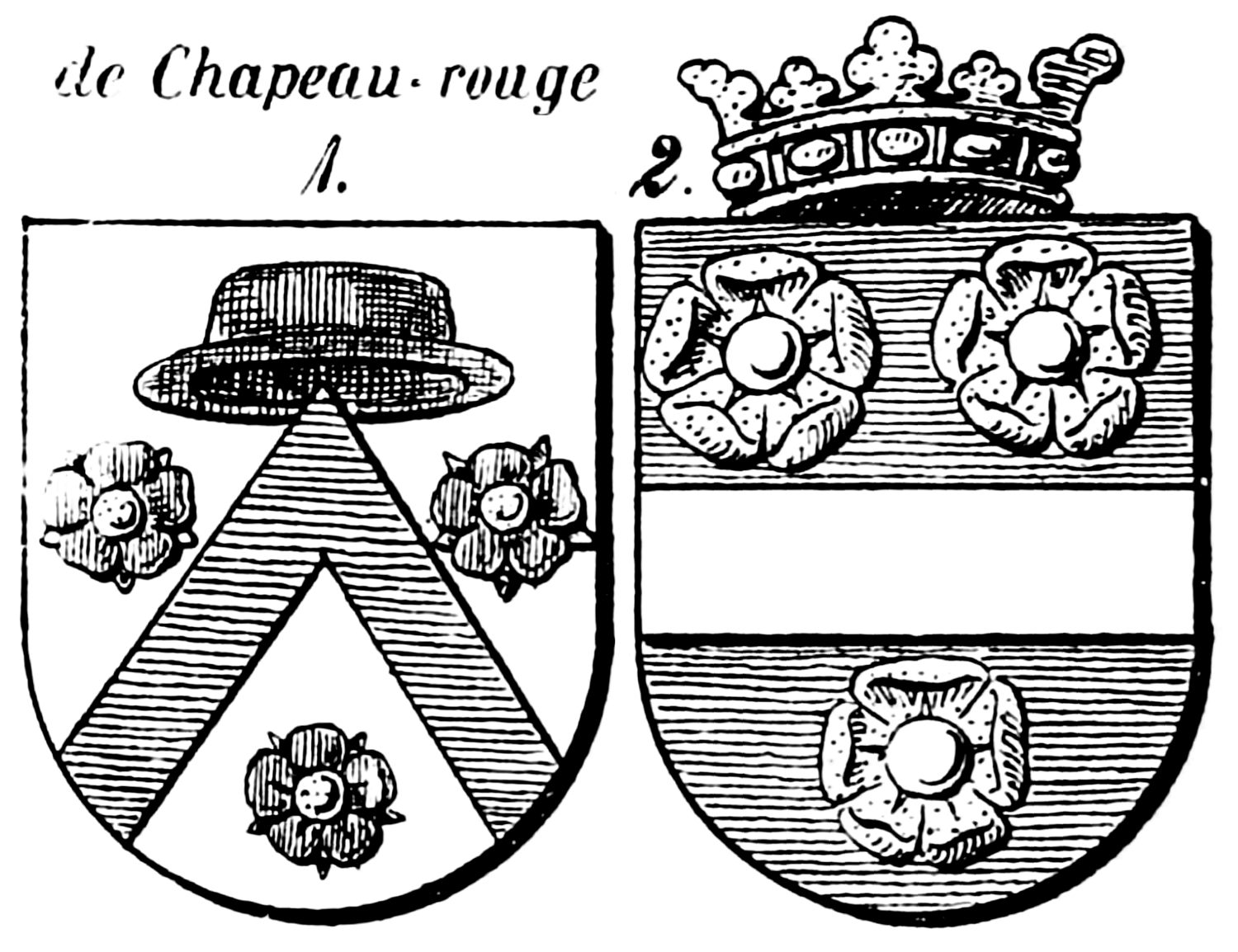
Wappen in Siebmachers Wappenbüchern
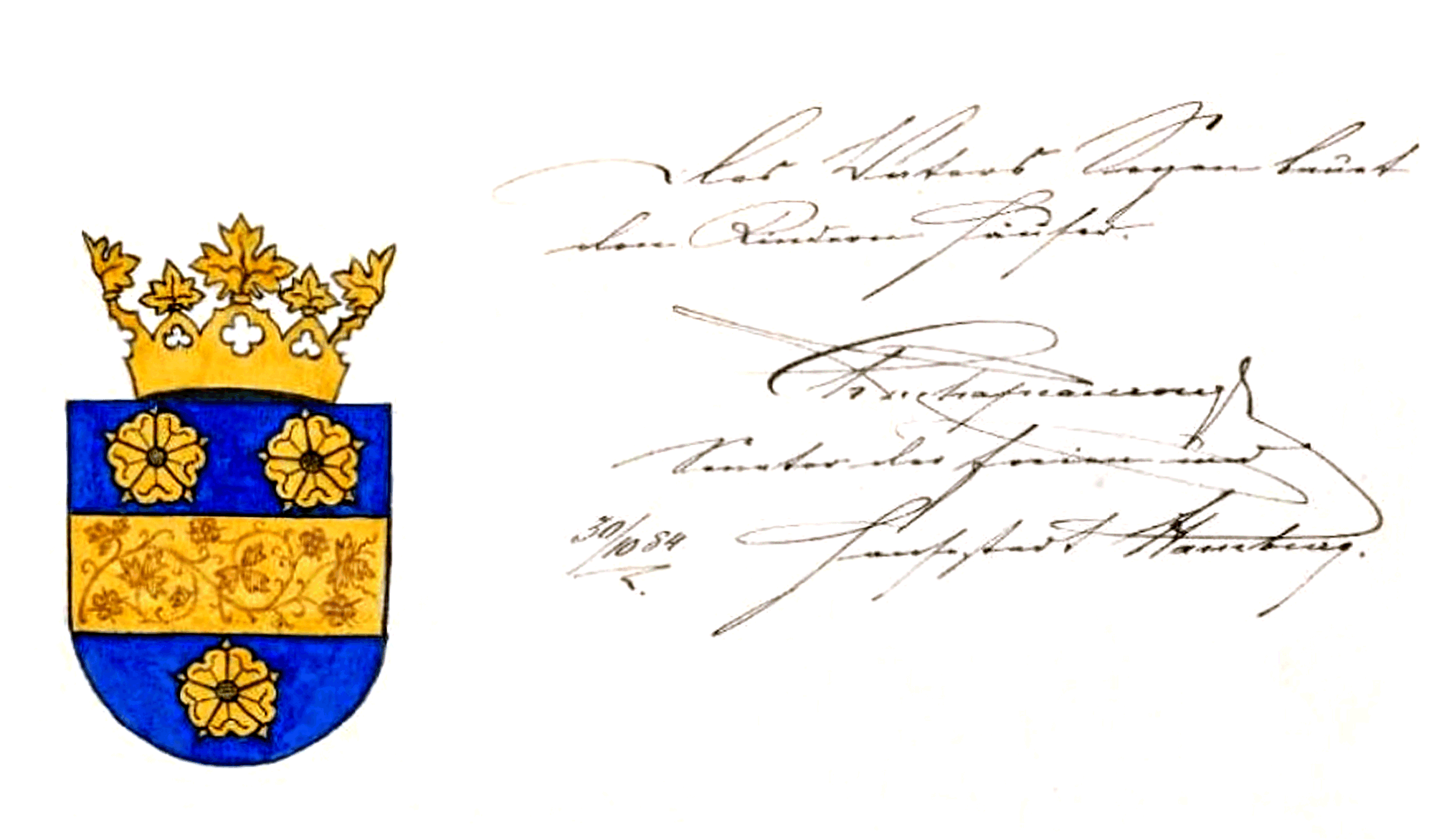
Wappen in Ed. Lorenz Meyer´s Wappenbuch Hamburgischer Familien, 1890

## Stammliste (Auszug)
Angaben nach Deutsches Geschlechterbuch Band 127 (9. Hamburger)
1. Ami de Chapeaurouge (1706 + 1761 in Genf) ⚭ Anna Elisabeth Boissier
  1. Jaques de Chapeaurouge (1744–1805)[5] ⚭ Marie Elisabeth Hadorne (1752–1793)
    1. Jean Dauphin de Chapeaurouge (1770–1827) ⚭ Elisabeth Dorothea Glashoff (1778–1828)
      1. Caroline Henriette (1797–1858) ⚭ Karl Sieveking
      2. Ami de Chapeaurouge (1800–1860), Senator, ⚭ Susanne Helene Goßler
      3. Philippe Auguste (* 1803 Hamburg; † 1875 London) ⚭ Jane Sowerby
      4. Julie

    2. Suzanne (1772–1804) ⚭ a) Jean Henri Boué (1767–1848); ⚭ b) Jean Teulon (?–1831) (beide in Hamburg)
      1. Ami Boué (1794–1881)
      2. Charles Boué (1796–1839)
      3. Henry Boué (1798–1855)

    3. Corneille Guillaume (1773–1819) ⚭ a) Pauline Jeanette Glashoff (1780–1801); ⚭ b) Jeanne Bourdier in Genf
      1. Jeanne (1800–1883) ⚭ Frédéric de Stoutz in Genf
      2. Jules (1811–1888) unverheiratet
      3. Amélie (1815–?) unverheiratet

    4. Suzanne Amélie[6] (1778–1826) ⚭ Louis Auguste Marie Doumerc (1776–1838) in Paris
      1. Adolphe
      2. Theodore
      3. Edmond
        1. Amélie
        2. Auguste

      4. Suzanne ⚭ Armand Bèhic
        1. Henriette ⚭ Simon

  2. Ami
  3. Jean Jaques (1750–1789) ⚭  Marie de la Corbière
    1. Anne Susanne
    2. Elisabeth Pauline
    3. Jaques Henri de Chapeaurouge (1780–1854), Präses der Handelskammer Hamburg 1830/31 ⚭ Caroline Hanbury
      1. Caroline Eugenie
      2. Pauline Emilie
      3. Frédéric de Chapeaurouge (1813–1867) ⚭ Agnes Caroline Helene v. Hagedorn (1817–1900)
        1. Adolphe de Chapeaurouge (1849–1881) Begründer des mexikanischen Zweiges  ⚭  Ana Marie
          1. Helena Maria (1877–1960) ⚭  Johann Achilles Wilhelm Rohmer (1859–1912)
            1. Adolf Wilhelm Rohmer (1897–1942)
            2. Helena Rohmer (1898–1900)
            3. Ernst Heinrich Rohmer (1901–1938)

          2. Victor Adolphe de Chapeaurouge
          3. Ana Huebbe
          4. Maria Grossmann

        2. Donat de Chapeaurouge (1853–1920) ⚭ Maria Baric y Badillo
          1. Margot Andree
          2. Donat Victor de Chapeaurouge (1886–1974) ⚭ Gertrud Hayn (1895–1977)
            1. Donat de Chapeaurouge (1925–2019), deutscher Kunsthistoriker, Kurator und Hochschullehrer

          3. Carlos de Chapeaurouge
          4. Sofie Freifrau v. Richthofen

      4. Elisabeth Fanny
      5. Edmund de Chapeaurouge (1817–1893) ⚭ Anna Fabri
        1. Paul de Chapeaurouge (1876–1952) ⚭ Elise Tesdorpf
          1. Alfred de Chapeaurouge (1907–1993) ⚭ Anna Elisabeth de Chapeaurouge (1922–2012)
          2. Gustav-Adolph de Chapeaurouge (1909–1938)
          3. Charles Edmund de Chapeaurouge (1912–2006) ⚭ Gerda
          4. Ernst-August de Chapeaurouge (1914–1944) ⚭ Marianne Kellermann (1920–2014)

      6. Caroline Amelie
      7. Jaques Henri
      8. Helene
      9. ohne Namen
      10. Charles Ami de Chapeaurouge (1830–1897), Hamburger Kaufmann und Senator
        1. Charles Axel de Chapeaurouge (1861–1941), Hamburger Arzt, Tierzuchtgelehrter und Hippologe

    4. Ami Francois
    5. Donat